# Капекки, Ренато
Ренато Капекки (род. 6 ноября 1923 года, Каир; ум. 30 июня 1998 года, Милан) — итальянский баритон, актёр и оперный певец.
Он пел в итальянской премьере оперы Шостаковича «Нос» и Прокофьева «Война и мир», а также в мировых премьерах фильмов «Донна и мобиль» Джан Франческо Малипьеро, «Билли Бадд» и «Лорд Inferno» Джорджо Федерико Гедини и «L'ispirazione» Сильвано Буссотти.
В 1951 году Капекки дебютировал в Нью-Йоркской Метрополитен-опере в партии Жермона в «Травиате» и регулярно пел там в главных партиях до 1954 года. После этого он пел в основном в европейских оперных театрах, после чего вернулся в Метрополитен-оперу в 1975 году, где специализировался на небольших комических ролях в других трагических операх, таких как Сакристан в «Тоске» и Бенуа и Альсиндоро в «Богеме».
Среди постановок, поставленных Капекки, были «Дочь полка» в Нью-Йорк сити опера (1985), «Так поступают все женщины» в Сузе (1978) и американская премьера оперы Джузеппе Гаццанига «Дон Джованни Теорио, или Каменный гость» в опере Сан-Франциско, Калифорния (1977).
Доступны записи с его исполнениями Фигаро (Моцарта и Россини), Дандини, Бельфиора, Форда, Яго, Скарпии. Есть DVD Каппекки в роли Дона Бартоло с Дженнифер Лармор в роли Розины в «Севильском цирюльнике», поставленном в Нидерландской опере в постановке Дарио Фо в 1992 году.